# کریم هنداوی
کریم هنداوی (عربی: كريم هنداوي؛ زادهٔ ۱۱ مهٔ ۱۹۸۸) بازیکن هندبال اهل مصر است.